# Daniel Williams (político)
Daniel Williams (St. David, Islas de Barlovento Británicas, Imperio Británico, 4 de noviembre de 1935-Saint George, Granada; 2 de octubre de 2024)  fue el gobernador general de Granada. Fue nombrado el 9 de agosto de 1996 hasta el 27 de noviembre de 2008.